# 얀 3세 소비에스키
얀 3세 소비에스키(폴란드어: Jan III Sobieski, 리투아니아어: Jonas III Sobieskis, 라틴어: Ioannes III Sobiscius, 1629년 8월 17일 ~ 1696년 6월 17일)는 폴란드 왕국과 리투아니아 대공국으로 이루어진 폴란드-리투아니아 연방의 가장 뛰어난 국왕 중의 한 명이다.
흐멜니츠키 봉기, 폴란드 주변의 여러 나라들의 침략과 그와 함께 수반된 대규모 내전(內戰)인 "대홍수"에 의해 황폐화된 연방의 위상을 바로잡으며 22년의 치세를 보냈다. 국민들로부터 신뢰가 두터웠고, 탁월한 군사적 재능으로 인해 화려한 전과를 올렸던 명장으로 1683년 빈 전투에서 승리한 영웅으로써 명성을 떨쳐 적국인 오스만 제국에게서 "레히스탄의 사자"라고 불리며 경외받았다. 그의 치세는 몰락기의 연방에 있어 최후로 빛나던 시대였다.

## 국왕 칭호
- 공식 타이틀(라틴어): Joannes III, Dei Gratia rex Poloniae, magnus dux Lithuaniae, Russiae, Prussiae, Masoviae, Samogitiae, Livoniae, Smolenscie, Kijoviae, Volhyniae, Podlachiae, Severiae, Czernichoviaeque, etc.
- 공식 타이틀(폴란드어): Jan III, z łaski bożej, król Polski, wielki książę litewski, ruski, pruski, mazowiecki, litewski, kijowski, wołochyński, podlaski i czernichowski, etc.
- 공식 타이틀(영어): John III, by the grace of God King of Poland, Grand Duke of Lithuania, Ruthenia, Prussia, Masovia, Samogitia, Livonia, Smolensk, Kiev, Volhynia, Podlasie, Severia and Chernihiv, etc.
- 공식 타이틀(번역하면): 얀 3세, 신의 은총을 받은 폴란드 왕이자 리투아니아, 루테니아, 프로이센, 마조비아, 사모기티아, 리보니아, 스몰렌스크, 키에프, 볼히니아, 포들라시아, 세베리아, 체르니히우 기타의 대공

## 생애

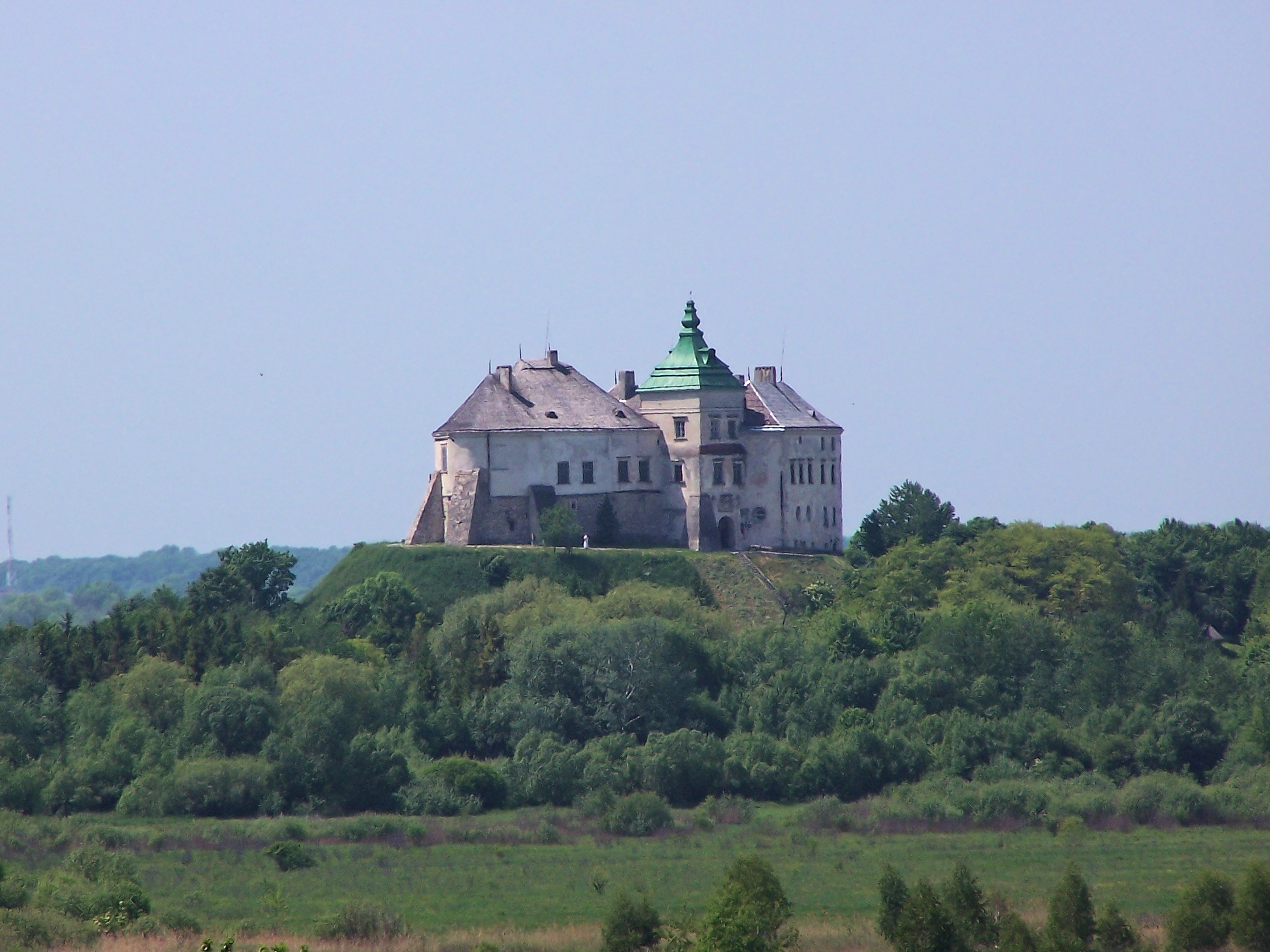
올레스코 성

얀 소비에스키는 1629년 폴란드의 르부프(Lwów; 지금의 우크라이나 리비우) 근처 작은 마을 올레스코에서 야니나 일족(Clan Janina)의 유명한 귀족 가문 드 소비에진 소비에스키(de Sobieszyn Sobieski)에서 태어났다. 그의 아버지는 루테니아(Ruthenia)의 궁내관(Palatine)이자 크라쿠프의 성주였던 야쿠프 소비에스키(Jakub Sobieski)였고, 어머니 소피아 테오필리아 다니워비츠(Zofia Teofillia Daniłowicz)는 폴란드 대헤트만(Hetman)이었던 스타니스와프 주키에프스키(Stanisław Żółkiewski)의 손녀딸이었다. 크라쿠프의 노보드보르스키(Nowodworski) 학교를 졸업하고 야기엘론스키 대학(Jagiellonian University)에서 철학을 공부했다. 같은 대학을 수료한 후에는 견문을 넓히기 위해 형 마렉 소비에스키(Marek Sobieski)와 함께 2년 이상을 서유럽 여행에 보냈다. 이 여행에서 그는 루이 2세 드 부르봉, 훗날 잉글랜드의 왕이 되는 찰스 2세, 오라녜 공 빌렘 2세 등의 왕후(王侯)와 교우관계를 맺었고, 또한 프랑스어, 독일어, 이탈리아어, 라틴어를 습득했다. 이런 경험이 훗날 군사적 활약에서 영향을 주었다.
형제는 1648년 폴란드로 귀국해 우크라이나 코사크들이 일으킨 흐멜니츠키 봉기(Khmelnytsky Uprising)에서 반란군을 상대로 싸우는 연방군에 참가했다. 그는 기병의 소연대를 조직해 로타마스터(Rotamaster)로써 이들을 통솔했다. 즈보리우 전투(Battle of Zboriv) 후 형제는 이별하게 되었고, 형 마렉은 1652년의 전투에서 크림 타타르족의 포로가 되었다가 이후 학살당했다. 소비에스키는 대령급에 해당하는 푸우코브니크(Pułkownik)로 승진하고, 베레스테치코 전투(Battle of Berestechko)에서 보인 활약으로 명성을 얻었다. 장래가 유망한 청년 장교로써 국왕 얀 2세 카지미에시 바사(John II Casimir)에게 주목을 받게 된 소비에스키는 오스만 제국의 수도 이스탄불의 공식 대사로써 보내지게 되었다. 여기서 소비에스키는 타타르 언어와 투르크인의 군사적 습관과 전술을 배우게 되었다.
1655년 스웨덴에 의한 폴란드 침공으로 알려진 "대홍수"(The Deluge)가 시작되자, 소비에스키는 포즈난의 궁내백 크시슈토프 오팔린스키(Krzysztof Opaliński) 휘하의 비엘코폴스카의 방위군에 가담했으나, 오팔린스키와 그의 군대는 우이시치에(Ujście)에서 항복하고, 스웨덴 국왕 칼 10세 구스타브에게 충성을 맹세했다. 그러나 소비에스키는 1656년 4월부터 폴란드 국왕군에 가담했다.

### 군사령관

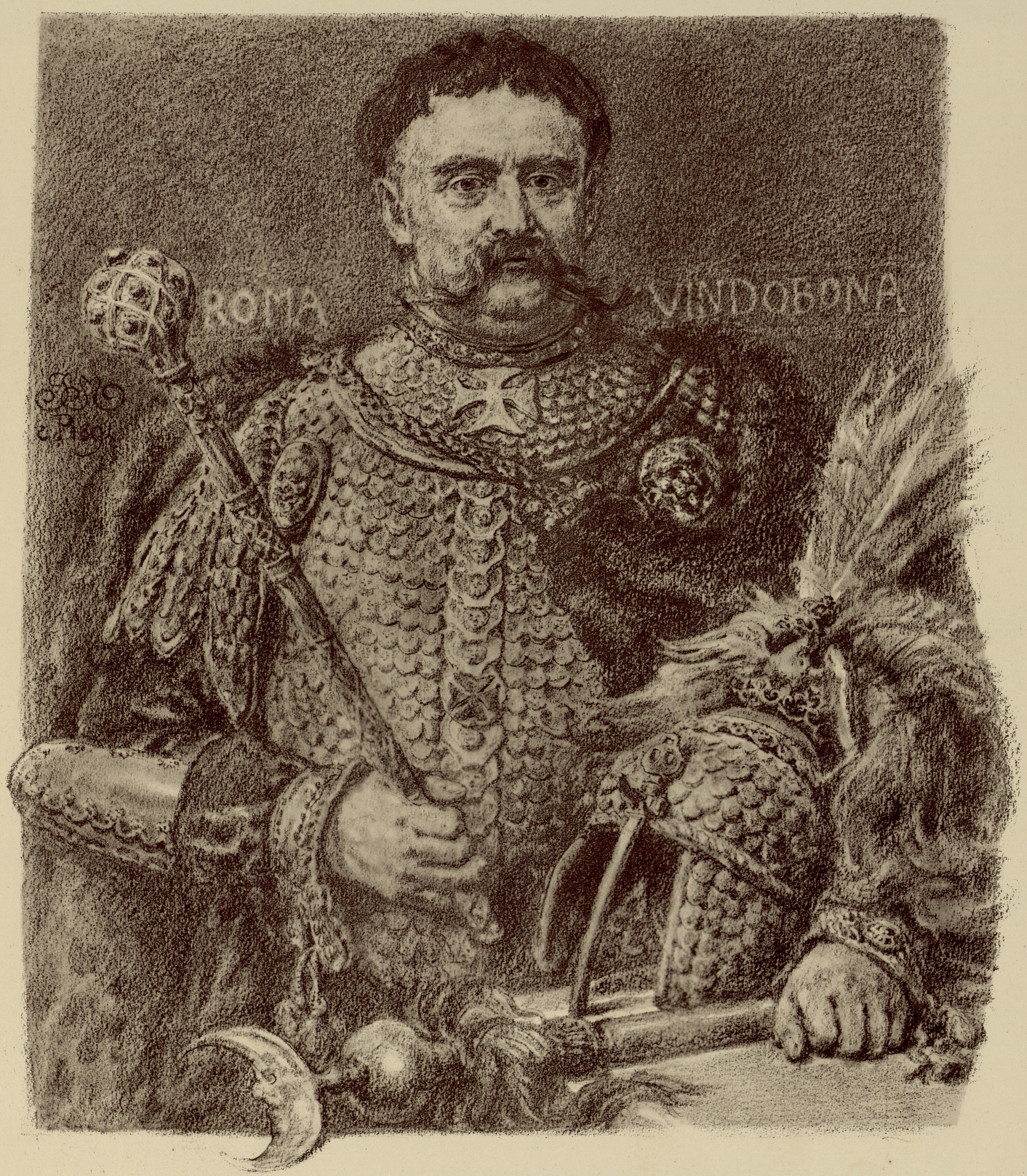
얀 3세, 얀 마테이코

1656년 7월 바르샤바 전투에서 소비에스키는 2,000명의 크리미아 타타르인 기병의 정예를 이끌고 눈에 띄는 전공을 세웠고, 이것을 인정받아 왕국대기수로 승진했다. 친프랑스파의 일원으로써 소비에스키는 루보미르스키의 반란(Lubomirski Rebellion)이 일어난 후에도 국왕 얀 2세 카지미에시를 계속 지지했고, 이것이 그에게 승진의 길을 열어주었다. 1665년 소비에스키는 왕비 마리아 루드비카의 여관(女官)이며, 얀 소비에판 자모이스키의 미망인이었던 마리 카지미르 드 라 그랑주 다르키엥(마리시엥카;Marie Casimire Louise de la Grange d'Arquien)와 결혼했다. 같은해 그는 폴란드 궁내관이 되었고, 1666년 폴란드 야전헤트만의 지위를 얻었다. 1667년 폴란드-코사크-타타르 전쟁 (1666년-1671년)의 도중에 소비에스키는 포드하이체 전투(battle of Podhajce)에서 코사크와 크리미아 타타르의 동맹군에 대해 눈부신 승리를 거두었다. 1668년 2월 5일 소비에스키는 폴란드-리투아니아 공화국 최고위 군관직으로써 사실상의 공화국 최고사령관인 폴란드 대헤트만에 취임했다.
1672년 폴란드-오스만 전쟁 (1672년-1676년)이 일어나자, 국왕 미하우 코리부트 비시니오비에츠키는 우크라이나 지방의 포돌레가 오스만 측에 넘어가는 것을 인정하는 강화를 맺게 되었다. 그러나 세임(공화국의회 하원)은 이를 승인하지 않고, 대헤트만인 소비에스키에게 전쟁을 지속시키게 했다. 1673년 11월 소비에스키는 초킴 전투(battle of Chocim)에서 승리하고 요새 도시 호틴을 점령했다. 이 승리가 알려진 것은 호틴 전투 전날 죽은 국왕 미하우의 사망 소식과 동시에 순식간에 공화국에 널리 퍼졌다. 이 전승은 소비에스키의 국민적인 인기를 일거에 높였고, 다음해 1674년 5월 19일 자유선거에서 소비에스키는 국왕으로 선출되었다. 표의 대부분이 그에게 돌아갔고, 세임 대의원의 반대자도 수십명에 불과했다. 가장 열성적인 지원자는 아내 마리시엥카였다. 1676년 2월 2일 소비에스키는 정식으로 대관식을 가졌다.

### 국왕

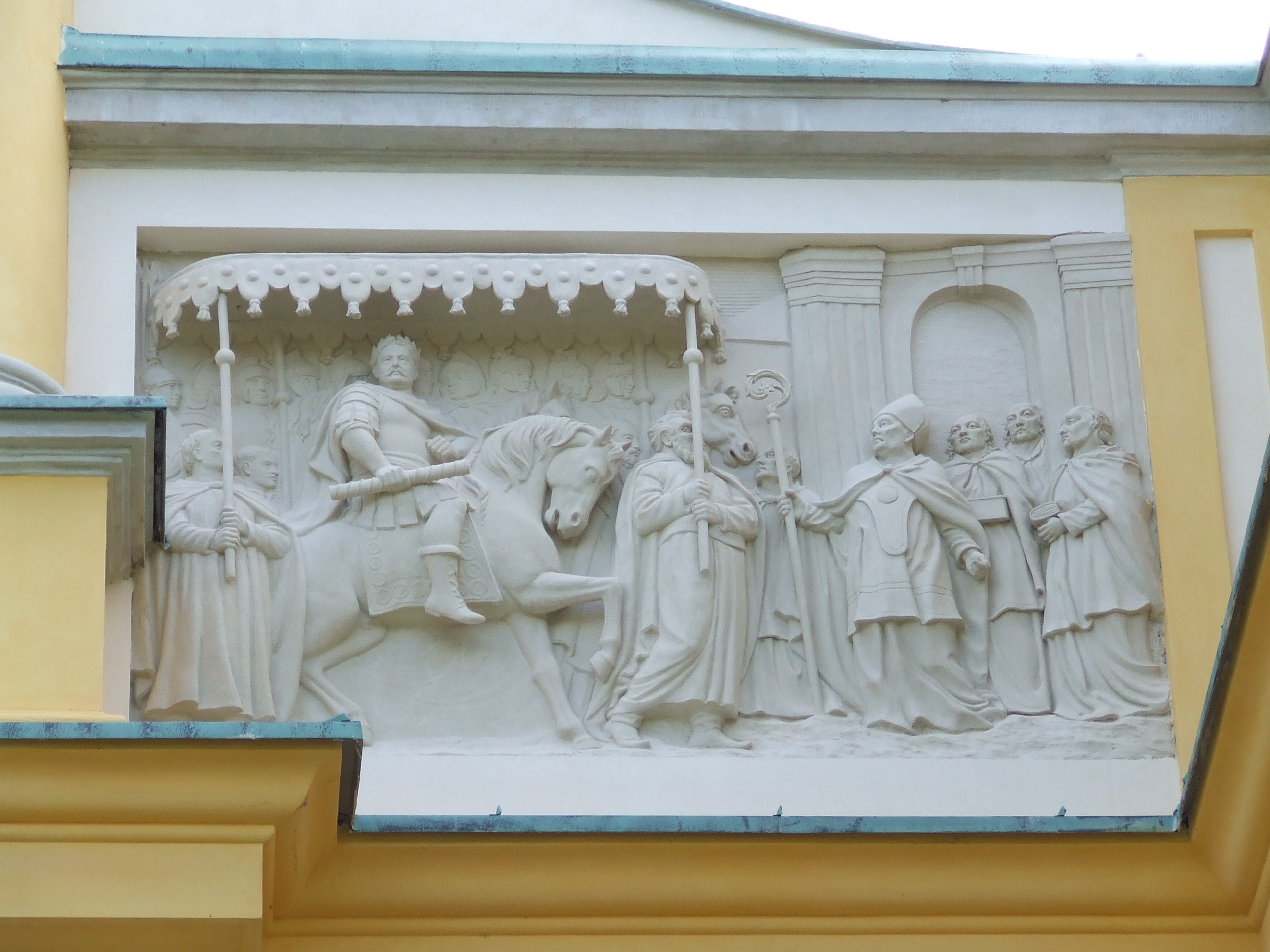
빌라누프 궁전에 새겨진 얀 3세 소비에스키의 대관식(1676년)

폴란드-리투아니아 공화국은 당초 유럽에서 가장 거대한 크고, 인구가 많았던 국가 중 하나였으나, 소비에스키가 왕위에 있을 때는 반세기에 걸친 항시적인 전쟁으로 인해 피폐가 극에 달했고, 경제적인 번영도 끝나가고 있었다. 국고는 거의 텅 비어 있었고, 재력을 가진 마그나트(Magnates)들의 거의 대부분은 공화국 내에서 영향력을 쌓기 위해 외국 궁정과 동맹을 맺어 폴란드 궁정(=중앙정부)에 재정 원조를 하는 일은 거의 없었다. 소비에스키는 남부국경에서 항상 계속된 오스만 제국과의 전쟁을 강화를 맺게 해, 경제적 부담의 주요 원인이던 전쟁의 연쇄를 끊어버림으로써 국고를 재건하려는 생각을 가지게 되었다. 1674년 가을 소비에스키는 투르크와의 전쟁을 재개하고 카미에니에츠 포돌스키(Kamieniec Podolski), 바르(Bar), 레슈크프(Reszków)의 탈환에 성공해 우크라이나에 있던 남부국경의 강력한 방어선을 재구축했다.
소비에스키는 스웨덴군의 공격에 직면하던 프로이센 공국을 프랑스의 재정 원조를 받아 정복하려는 계획을 세웠다. 프로이센은 예전 공화국의 봉토였으나, "대홍수"을 틈타 순식간에 독립하였다. 그런데 프랑스와의 밀약이 표면화되어버리고, 소비에스키가 투르크와의 전쟁에 신경쓰는 동안에 프로이센의 군주였던 대 선제후 프리드리히 빌헬름은 프랑스와 화평을 맺고 스웨덴군을 몰아냈다. 공화국의 마그나트들의 대다수도 정복계획에 반대하고, 대 선제후의 지지로 돌아섰다. 결국 리투아니아군 최고사령관(대헤트만)이며 대 선제후의 동맹자였던 미하우 카지미에슈코 파츠가 휘하의 군대를 이끌고 전선을 이탈해 군대를 해산시켰기 때문에 프로이센 정복은 계획으로 끝나고 말았다.

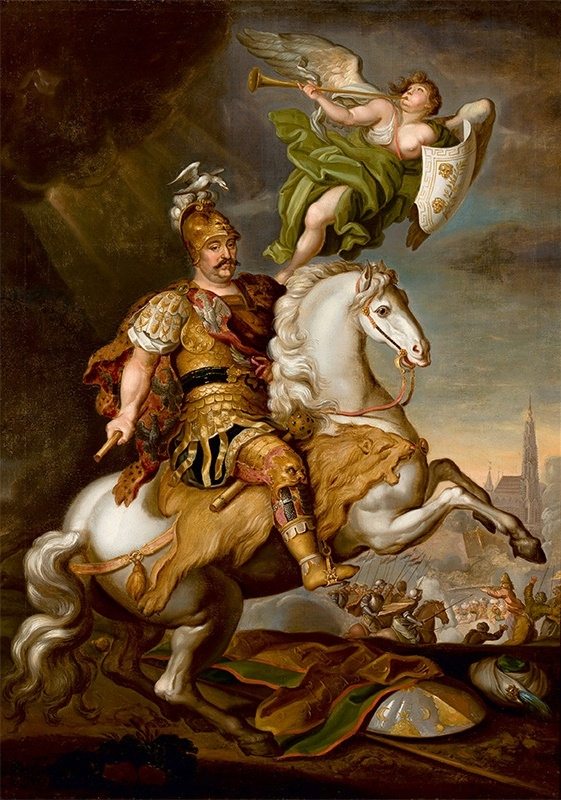
빈 전투의 얀 3세 소비에스키. 에지 시에미기노프스키-에레우델(Jerzy Siemiginowski-Eleuter)의 1686년 경 작품, 바르샤바 국가 미술관.

1676년 크리미아 타타르가 드네프르강(Dneper)을 넘어 반격을 개시했으나, 전략상의 거점 주라브노(Żórawno)를 빼앗겼기 때문에 곧 폴란드와 강화에 응하게 되었다. 중요 거점 카미에니에츠 포돌스키는 투르크 측으로 넘어갔으나, 폴란드 측은 새로운 요새 도시 오코피를 건설해 이 위협에 대항했고, 또 빌라 체르키에프(Bila Tserkva)를 회복했다. 강화조약의 체결로 인해 오랜만에 평화의 시대가 찾아왔고, 공화국의 재건이 빠르게 진행되면서 국왕의 권위도 높아졌다. 마그나트들, 그리고 브란덴부르크(Brandenburg)와 오스트리아(오스트리아는 소비에스키를 폐위하고 로렌 공 샤를에게 폴란드 왕위를 물려주려 했다)의 집요한 위협에도 불구하고, 소비에스키는 공화국군의 개혁에 성공했다. 군대는 연대단위로 재편성되어, 보병대는 파이크(pikes)를 대신해 전투도끼(battle-axes)를 기본장비무기로써, 폴란드 기병대는 후사르(hussars)와 용기병(Dragoons)의 형태를 채용했다. 또한 국왕은 총의 재고수를 증가시키고, 포술을 발달시켰다.

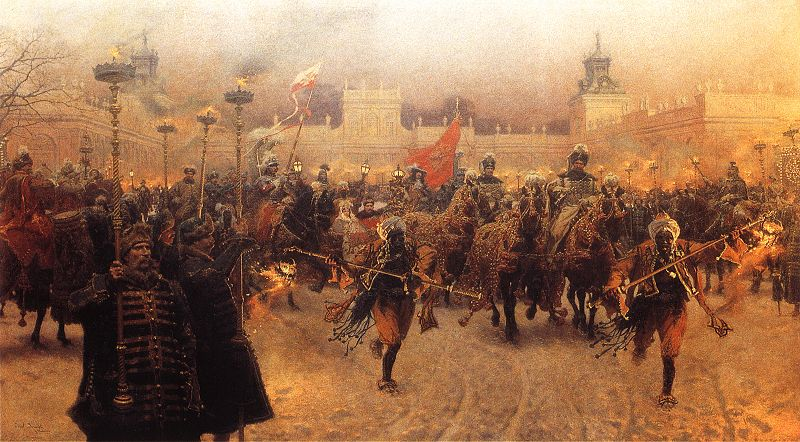
빌라누프 궁전을 나서는 얀 3세 소비에스키, 유제프 브란트의 그림.

외교면에서 소비에스키는 폴란드, 프랑스, 오스만 제국의 3자 동맹을 구상해 오스트리아 제국과 브란덴부르크에 대항할 생각을 했다. 그러나 이 구상은 실현되지 못하고, 1683년 폐기되었다. 주변 여러나라와의 적대관계와 동맹관계 부족으로 공화국에게 다시 "대홍수"와 같은 비극을 두번 다시 연출할 수는 없다고 생각한 소비에스키는 그해 처음엔 가상 적국이었던 오스트리아의 신성로마황제 레오폴트 1세와 동맹을 맺었다. 이 동맹은 직접적으로 오스만 제국을 공통의 적으로 삼았고, 간접적으로는 프랑스를 가상적국으로 삼았다. 이 동맹은 폴란드의 남부국경을 수비하는데 강력한 버팀목이 되었다.
이 시기 오스트리아령 헝가리 북서부에서 황제에 대한 프로테스탄트 반란이 발생해 1683년 반란자들은 오스만 제국에 지원을 요청했다. 술탄 정부는 이에 응하여 대재상 카라 무스타파 파샤(Kara Mustafa)가 이끄는 15만의 대군을 파견했다. 신성로마황제 레오폴트 1세는 폴란드에게 지원을 요청했다. 소비에스키는 이에 응해 오스트리아 및 독일 제후와 동맹을 맺고, 직접 연합군을 이끌고 오스트리아로 향했다. 9월 12일 빈 교외에 도착한 소비에스키와 폴란드 군은 오스만 제국군이 대재상 카라 무스타파 파샤가 직접 이끄는 대군임에도 불구하고 전군의 지휘가 불안정하고 사기도 낮으며 방비가 약하다는 것을 간파하고 그날 저녁 연합군에게 총공격을 명령했다. 연합군의 중앙돌파로 인해 오스만군은 약 1시간만에 포위망이 무너지면서 산산히 흩어지며 궤주했다. 이 승리로 인해 얀 소비에스키는 이슬람 국가 오스만 제국의 침략에 맞서는 유럽의 기독교 세계를 수호하는 영웅으로써 크나큰 명성을 얻었다.

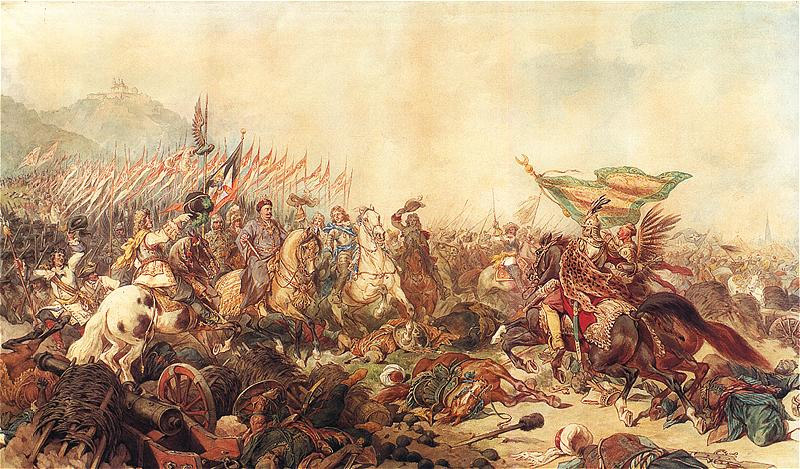
빈의 전장에 선 소비에스키.

다음해인 1684년 빈에서 기독교측의 승리로 촉발된 교황 인노켄티우스 11세의 호소에 따라 오스트리아-폴란드 동맹에 베네치아등이 가세한 대투르크 신성 동맹이 결성되었다. 그러나 이 동맹은 오스만 제국에게 승리해 얻은 공화국의 우세한 입장을 라이벌 관계에 있던 주변 여러나라와 나눠 갖게 되어, 공화국에 있어서는 불리한 것이었다. 공화국은 동맹이 전개한 대튀르크 전쟁에 이어서 오스만 제국과 전투를 계속했다. 이 시점에서 17년에 걸친 대튀르크 전쟁으로 공화국은 물질적으로도 피폐해 졌고, 전쟁에 바빠 내정개혁에도 손을 될 수 없는 상황이었다. 그 사이 프로이센 공국을 포함한 발트해 지역의 공화국의 지위를 개선하려는 노력은 완전히 잊어지게 되었다.
그러나 소비에스키가 범한 심각한 실책은 동쪽의 모스크바-러시아와의 "동맹"이었다. 1686년 러시아는 안드루소보 조약에서 채결한 것에 따라 예전 러시아-폴란드 전쟁에서 점령했던 키예프 및 좌안 우크라이나의 주권을 공화국에 반환했었다. 그러나 러시아는 이 약속을 번복하고 실행하지 않는다는 내용을 통보하고, 투르크인과 동맹해 폴란드-리투아니아 공화국에 적대했다. 이 위협에 굴복해 소비에스키는 1686년 5월 6일 러시아와 항구적인 평화조약을 체결하고 러시아가 점령중인 모든 지역을 러시아 영토로 인정하게 되어, 러시아는 동유럽에서 패권국 지위는 부동의 것이 되었다. 공화국이 러시아에서 담보로 얻은 것은 신성동맹에 참가한 것뿐이었다. 대튀르크 전쟁의 종결을 나타낸 1699년 카를로비츠 조약에서 공화국은 잃었던 포돌스키를 회복하는 한편, 오스트리아가 광대한 영역을 획득해 패권국 중 하나라고 불릴 정도의 세력권을 쌓게 되었다. 프로이센은 이 직후 왕국으로 승격되고, 발트해 남쪽해안의 지배자로써 두각을 나타내기 시작했다. 이로써 러시아, 오스트리아, 프로이센이란 18세기 중동구에 있던 3 열강국의 파워 밸런스가 성립되고, 17세기 패권국이었던 공화국과 오스만 제국은 함께 쇠퇴하게 되었다.

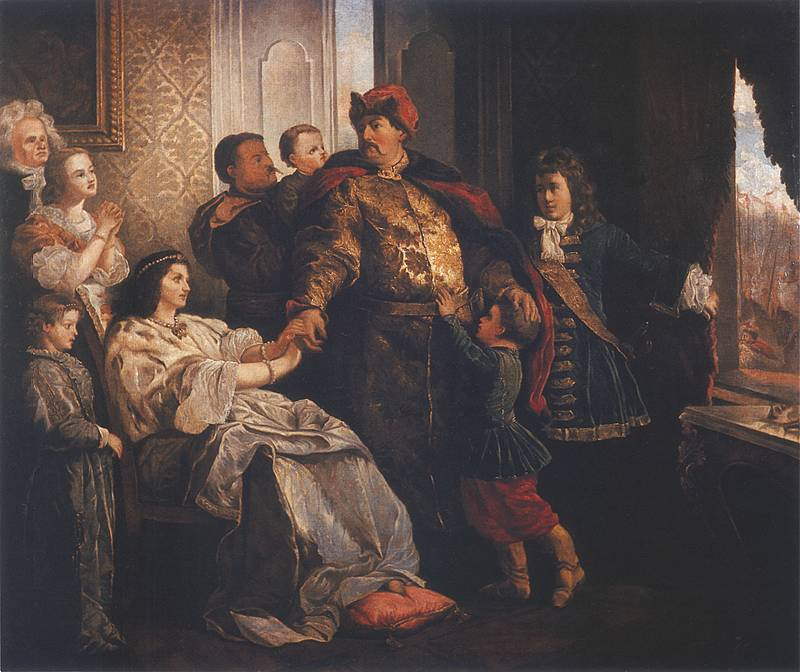
국왕과 그의 가족.

국내문제에 관해서 소비에스키는 여러 유효한 정책을 내놓는 일은 거의 없었다. 소비에스키의 선거왕으로써의 권력의 매우 약했고 특히 리투아니아 대공국에서 현저하게 드러났다. 1670년대에는 합스부르크 가문과 결탁한 파츠 가문등의 대귀족이 리투아니아를 지배했고, 1680년대부터 17세기말까지 사피에하 가문이 대공국을 마음대로 움직였다. 리투아니아에서 대귀족 가문의 다툼은 공화국 전체를 혼란에 빠뜨렸다. 세임에서는 자유거부권 행사를 되풀이해 여러 번 도중에 폐회했고, 지역 마그나트들에게 소귀에 경읽기에 불과한 세이미크(지방의회)는 중앙정부가 담당했던 세금과 관직임명권을 각자의 재량에 의해 남용하고 헤트만들은 사사로운 이익을 위해 공화국군을 동원했다. 공화국의 무정부상태는 아무런 의심할 여지가 없었다.
국내외에서 몸을 움직일 수 없었던 소비에스키는 아들에게 왕위를 물려주려는 사적인 야심을 채우는 것에만 집중하게 되었다. 그것이 소비에스키가 치세초기에 프로이센 정복을 노렸던 것도 소비에스키 가문의 세습령으로 만들려는 것이라 생각된다. 그러나 궁정내의 수구파는 공화국의 "황금의 자유"에 반대하는 왕위세습에 맹렬히 반대했고, 다른 왕비 마리시엥카가 이 반대파벌의 중심이었다. 마리시엥카는 장남에게 왕위를 물려주려는 남편의 계획에 여러 번 반대했다. 소비에스키는 야쿠프를 부유한 여자상속인 루드비카 카롤리나 라지비우와 약혼시켰으나, 루드비카는 1681년 약혼자 야쿠프를 배신하고 대 선제후 프리드리히 빌헬름의 아들과 결혼했다. 브란덴부르크는 구종교국 폴란드 왕가의 위신을 스스럼 없이 집밟은 것이 되었고, 이 사건은 양국의 권력관계의 극적인 변화를 상징하는 동시에 소비에스키 부자에게 커다란 굴욕을 의미하게 되었다.
소비에스키는 1691년 처음 심장발작을 일으킨 이후, 여러 번 발작으로 괴로워 하면서 빌라누프 궁전(Wilanów Palace)에서 반 은거상태의 생활을 보냈다. 이 궁전은 1681년부터 1686년에 걸쳐 바르샤바 남쪽에 건축된 것으로 그는 공을 들인 이 궁전에서 일개 마그나트와 같은 만년을 보냈다. 소비에스키는 1696년 4월 17일 몇번의 발작에 의해 죽었고, 바벨 대성당(Wawel Cathedral)에 매장되었다. 결국 야쿠프는 국왕선거권에 패배하고, 정력적인 작센 선제후 프리드리히 아우구스트 2세가 새로운 왕으로 선택되었다. 1733년 아우구스트 2세가 사망하자 폴란드 왕위를 둘러싸고 경쟁이 벌어져 폴란드 왕위계승전쟁이 일어났다.

## 결혼과 가족
1665년 얀 3세 소비에스키는 얀 소비에판 자모이스키(Jan "Sobiepan" Zamoyski)의 미망인이자 프랑스 귀족 출신의 마리 카지미르 드 라 그랑주 다르키엥(1641-1716)과 결혼했다. 아래는 태어난 아이들이다:
- 야쿠프 루드비크(1667~1737) - 왕세자
- 쌍둥이 딸 (1669)
- 테레사 테오피라(1670)
- 아델라이데 루이세(1672~1677)
- 딸 (1673)
- 라 마노네(1674~1675)
- 테레사 쿠네군다(1676~1730) - 바이에른 선제후 막시밀리안 2세 에마누엘의 아내.
- 알렉산데르 베네딕트(1677~1714)
- 딸 (1678)
- 콘스탄티 브와디스와프(1680~1726)
- 얀(1683 - 1685)
- 딸 (1691~1692)
- 딸 (1694)

### 소비에스키 가족

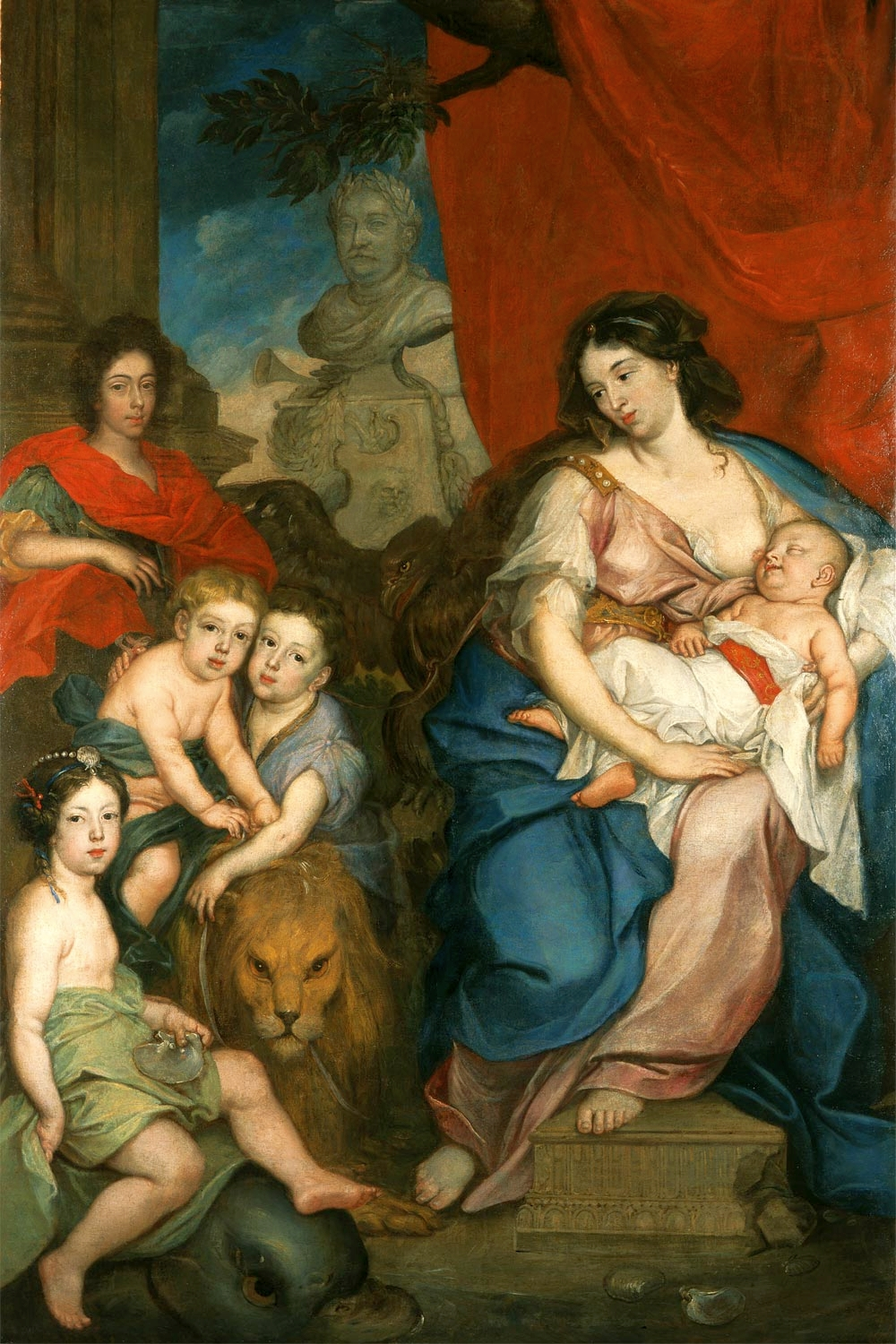
1685년
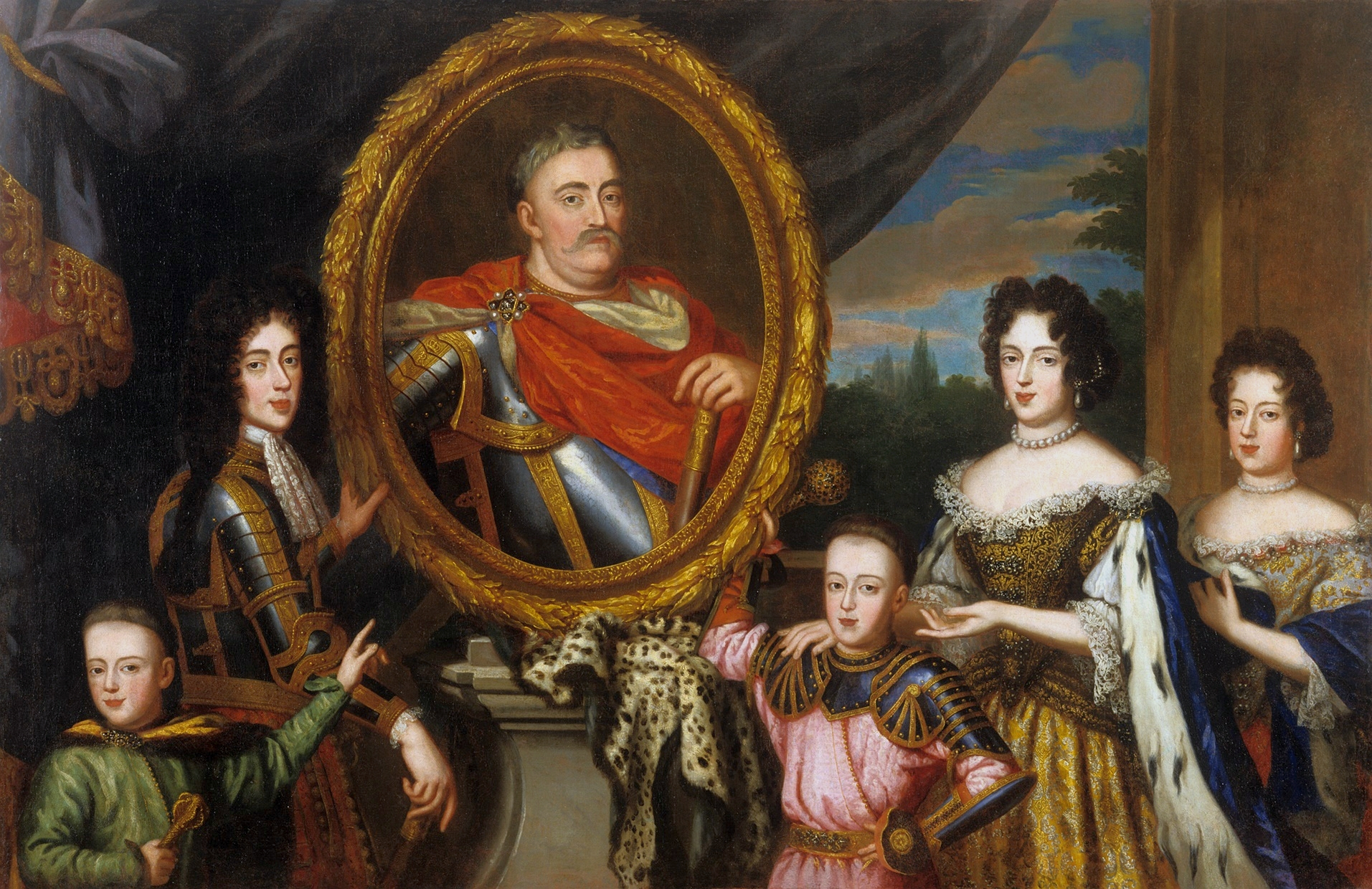
1691년
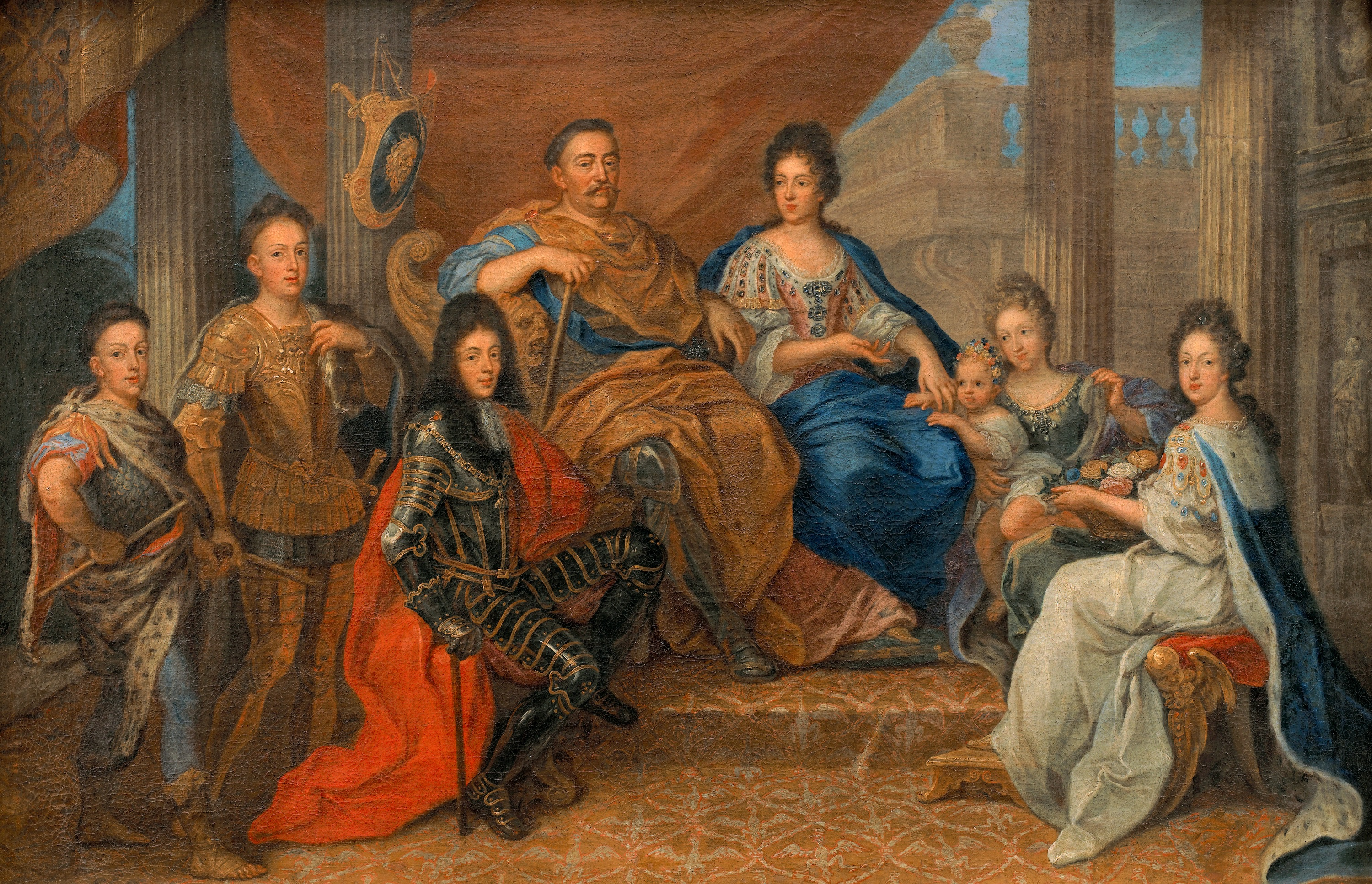
1695년

## 더 읽어보기
- Tatham, John Sobieski, (Oxford, 1881)
- Dupont, Mémoires pour servir à l'histoire de Sobieski, (Warsaw, 1885)
- Salvandy, Histoire de Pologne avant et sous le roi Jean Sobieski, (two volumes, new edition, Paris, 1855)
- Coyer, Histoire de Jean Sobieski, (Amsterdam, 1761 and 1783)
- Waliszewski, Acta, (three volumes, Cracow, 1684)
- Rieder, Johann III., König von Polen, (Vienna, 1883)
- Chelmecki, König J. Sobieski und die Befreiung Wiens, (Vienna, 1883)
- Du Hamel de Breuil, Sobieski et sa politique de 1674 à 1683, (Paris, 1894)
- Norman Davis,God's Playground A History of Poland: Volume 1: The Origins to 1795,Oxford University Press,2005.

## 트리비아

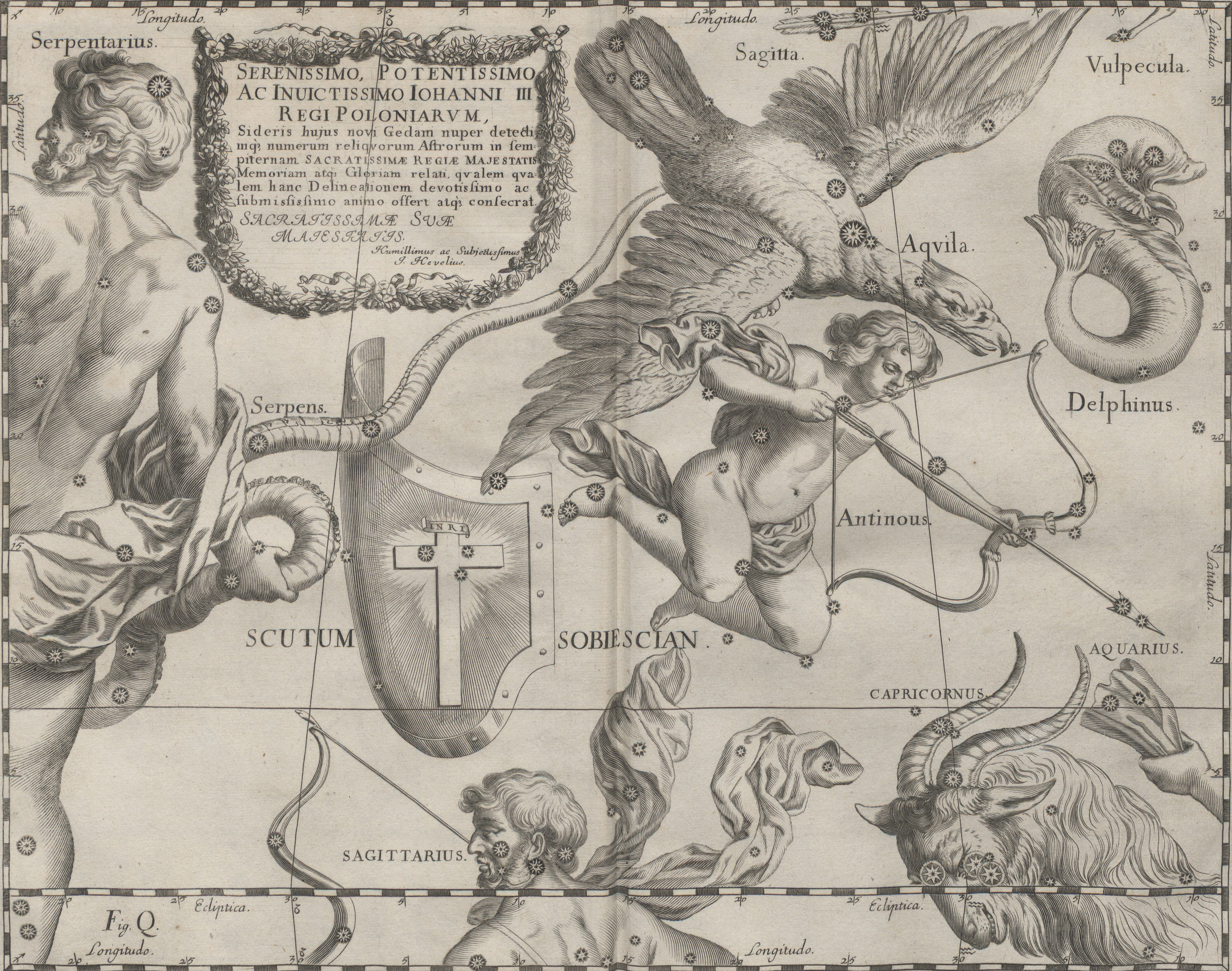
Scutum Sobiescianum Firmamentum Sobiescianum sive Uranographia 1690

- 얀 3세 소비에스키의 동상은 제2차 세계대전 이후 "본국으로 송환되어" 그단스크(Gdańsk)에 있던 우크라이나의 도시 리비우(Lviv;(폴란드어: Lwów 르부프[*], 이전 폴란드제2공화국)). 동상은 옛 그단스크 시티 홀 미술관의 작은 공원이 내려다 보이는 곳에 안치되어 있다.
- 빈 전투 이후, 새롭게 발견된 별자리 방패자리(Scutum) (방패(shield)의 라틴어 의미)는 처음 이름은 소비에스키의 방패(Scutum Sobiescianum)로 천문학자 요한네스 헤벨리우스(Johannes Hevelius)가 얀 3세 소비에스키를 기념하여 붙였다.
- 베이글(bagel) 기원의 전설에 따르면 1683년 국왕 얀 3세 소비에스키의 군사적 승리를 기념하여 유대인 제빵사가 만들어졌다고 전해진다. 이 둥근 베이글의 구멍은 소비에스키의 등자와 승마 전사의 모습을 닮았다고 한다.
- 유로시티 중 하나인 빈과 바르샤바를 연결하는 열차의 이름에 그의 명예를 기려 소비에스키라고 명명했다.
- 폴란드에 감자 재배를 처음으로 소개한 국왕으로 알려졌다.

## 후원

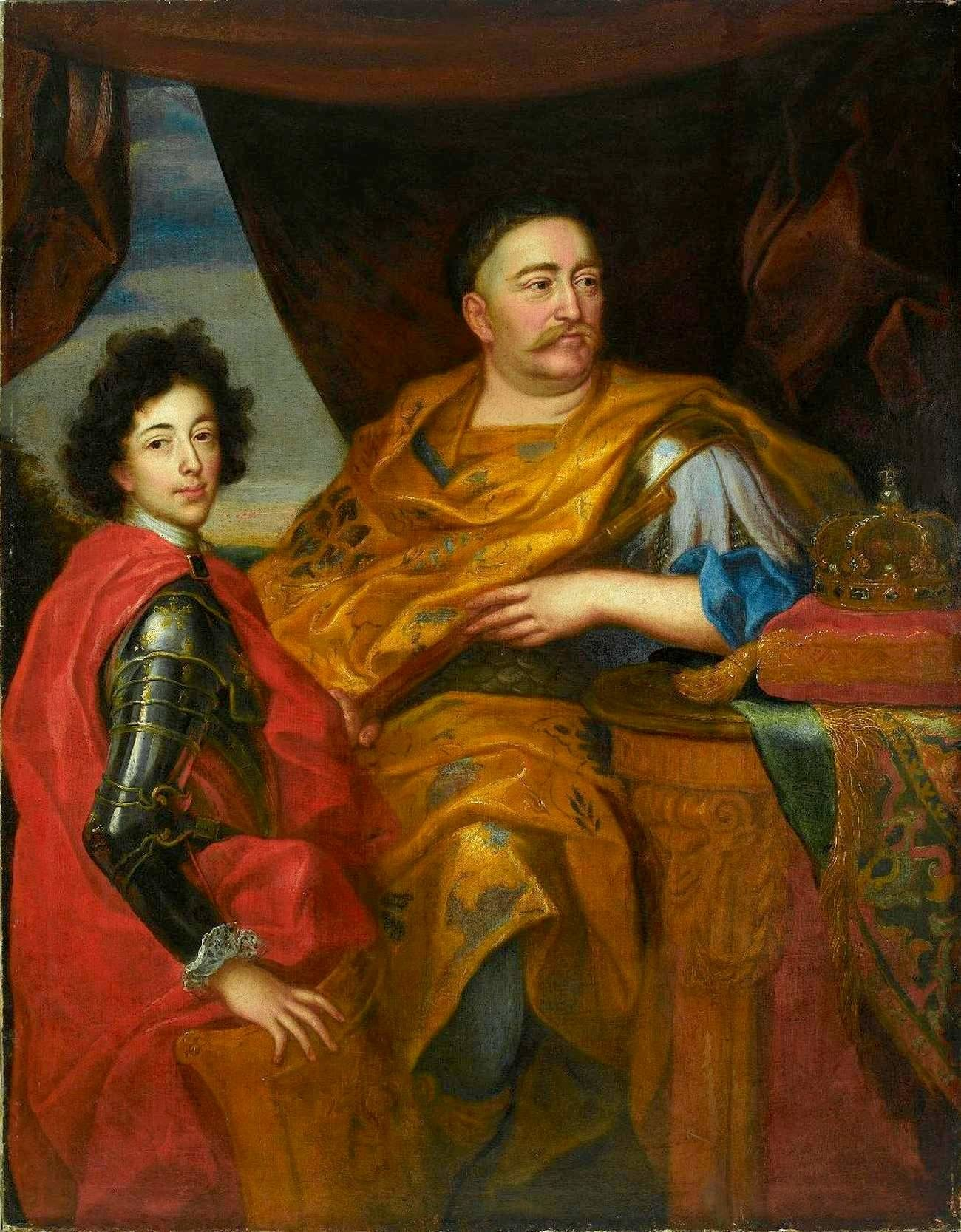
얀 3세 소비에스키와 아들 야쿠프 루드빅, 에지 시에미기노프스키-에레우델그림.
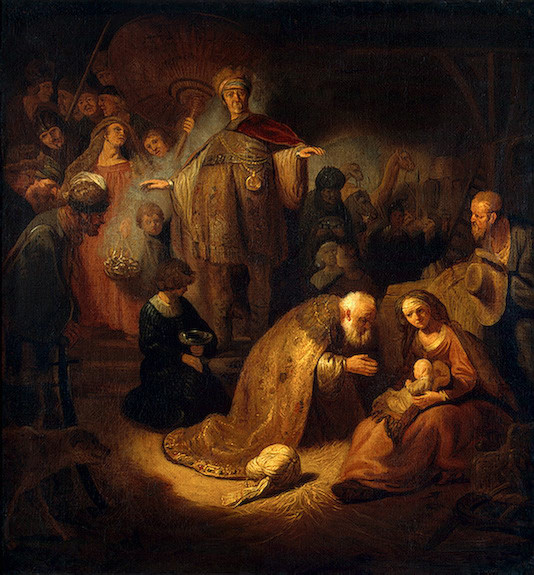
동방 3박사의 예배, 렘브란트의 그림, 1632년, 이것은 국왕의 소장품이다.
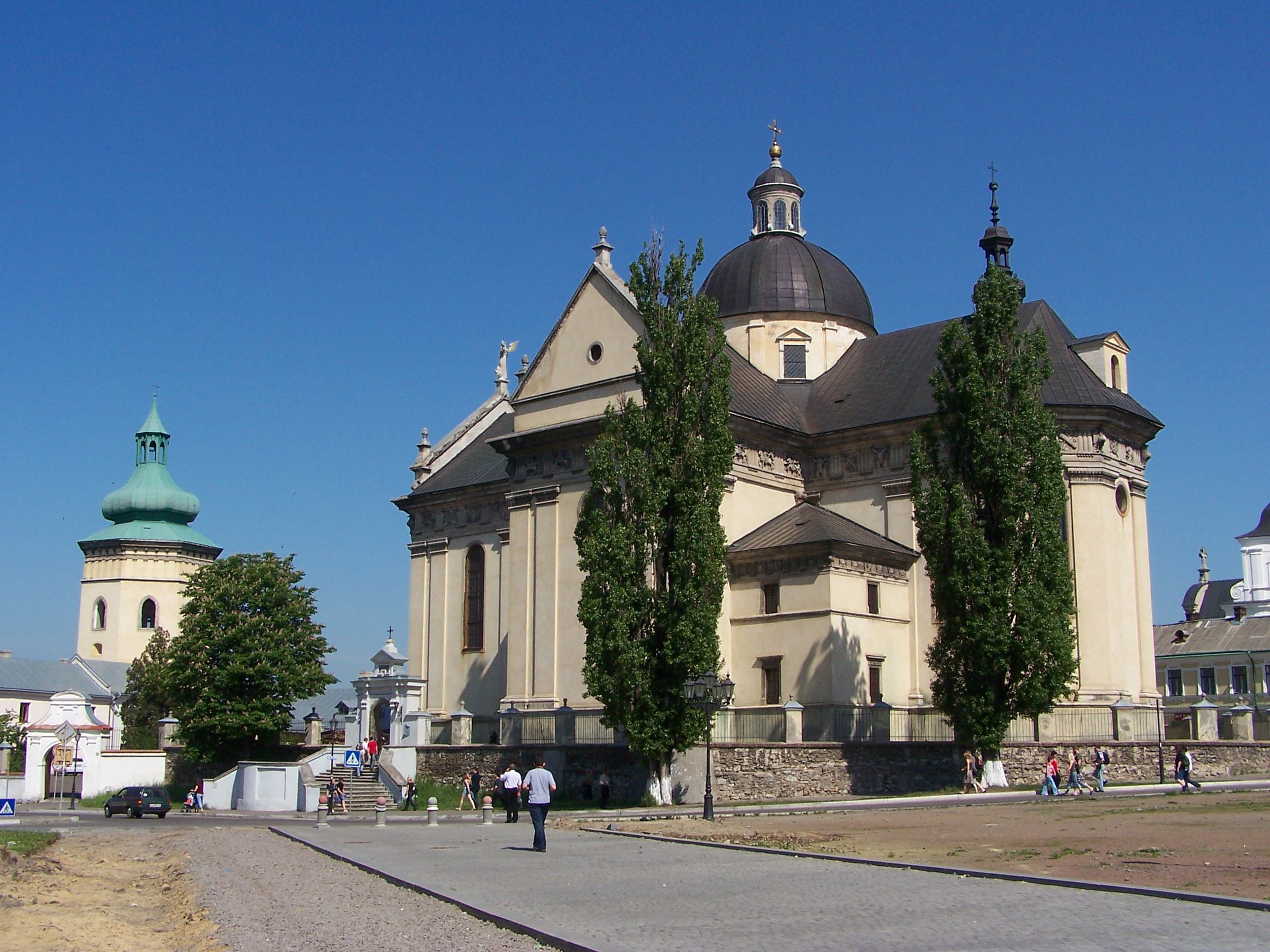
소비에스키의 선조가 매장된 성 바브지니에츠 교회, 조우키에프.
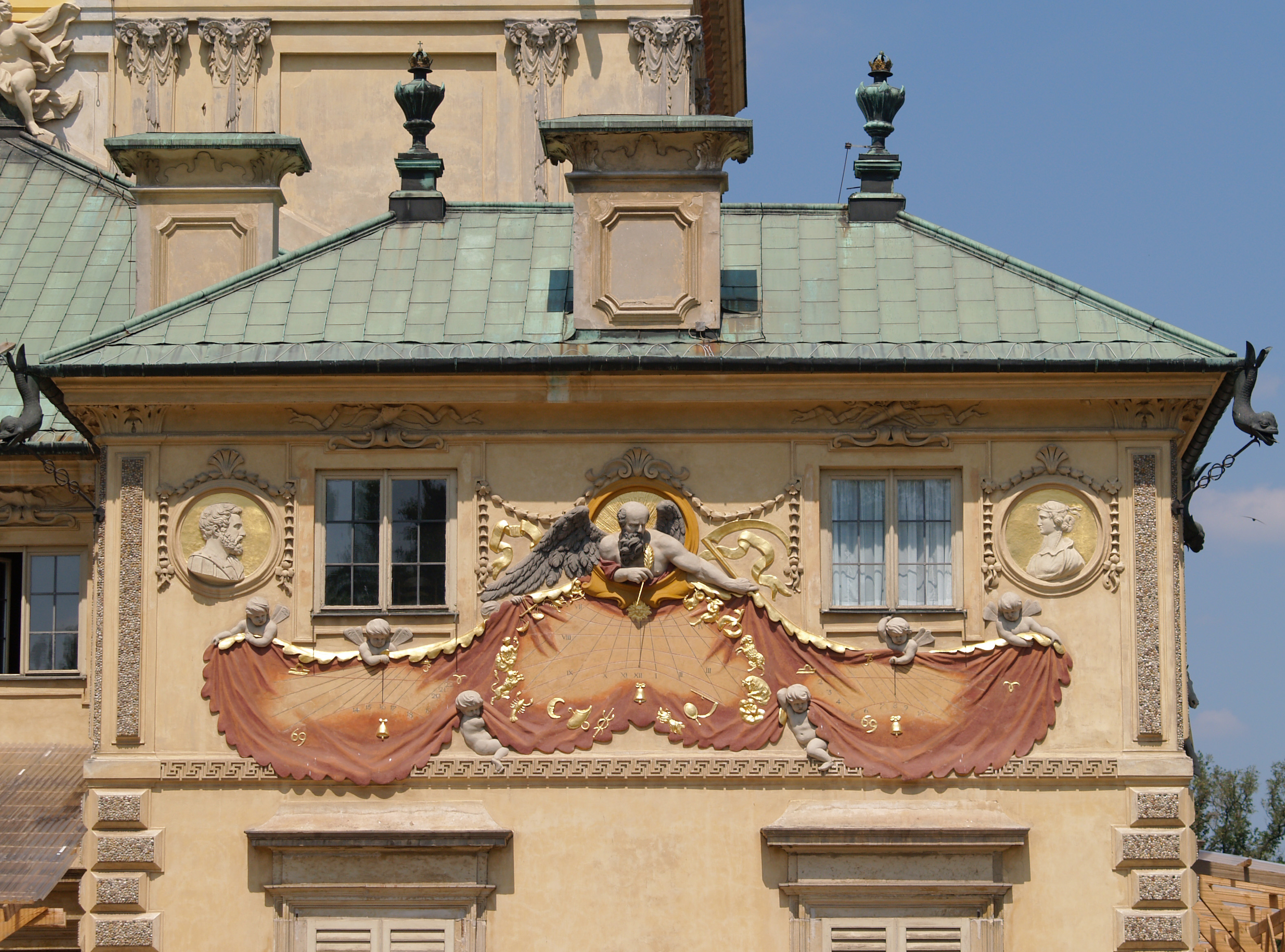
요한네스 헤벨리우스가 국왕을 위해 제작한 빌라누프 궁전의 해시계,1684년 경.

## 같이 보기
- 폴란드의 역사